# Lee Myung-jin
Myung-Jin Lee (이명진 Lee Myung-Jin, ou Lee Myoung Jin) é um artista de manhwa. Sua obra mais conhecida, Ragnarök, foi adaptada no MMORPG Ragnarok Online. Atualmente, Myung-jin Lee lidera o Studio DTDS, do qual contribui com a parte gráfica do mesmo jogo.